# Серхіо Лівінгстон
Серхіо Роберто Лівінгстон Поламмер (ісп. Serjio Roberto Livingstone Pohlhammer, 26 березня 1920, Сантьяго — 11 вересня 2012, там само) — чилійський футболіст, що грав на позиції воротаря, зокрема, за клуб «Універсідад Католіка», а також національну збірну Чилі.
Дворазовий чемпіон Чилі. 

## Клубна кар'єра

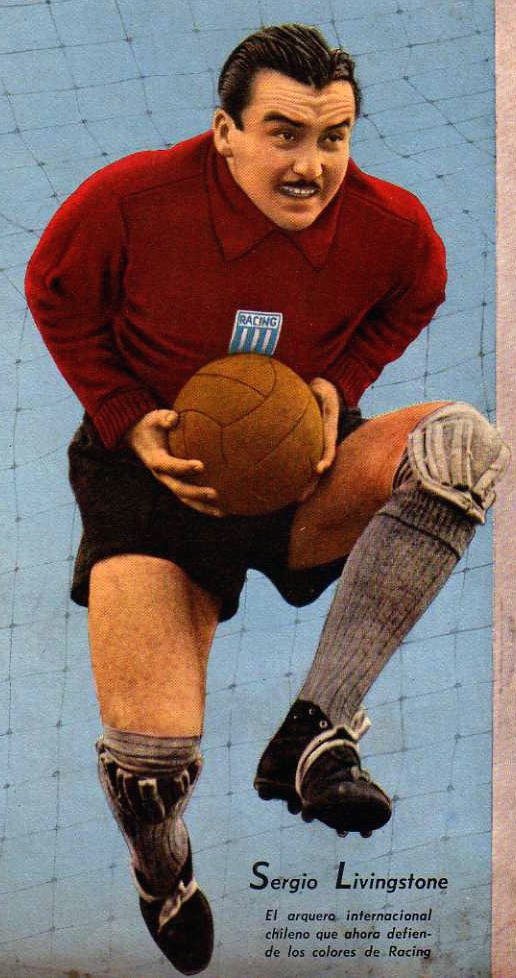
Лівінгстон в формі Расинга

У футболі дебютував 1938 року виступами за команду «Універсідад Католіка», в якій провів чотири сезони. 
Протягом 1943 року захищав кольори клубу «Расинг» (Авельянеда).
Своєю грою за останню команду знову привернув увагу представників тренерського штабу клубу «Універсідад Католіка», до складу якого повернувся 1944 року. Цього разу відіграв за команду із Сантьяго наступні дванадцять сезонів своєї ігрової кар'єри.
Завершив професійну ігрову кар'єру у клубі «Коло-Коло», за команду якого виступав протягом 1957 року.
| Дата                 | Місто          | Господарі | Результат | Гості     | Турнір                             | Голи | Примітки |
| -------------------- | -------------- | --------- | --------- | --------- | ---------------------------------- | ---- | -------- |
| 02 березня 1940 року | Буенос-Айрес   | Аргентина | 4 – 1     | Чилі      | товариський матч                   | -4   |          |
| 09 березня 1940 року | Буенос-Айрес   | Аргентина | 3 – 2     | Чилі      | товариський матч                   | -3   |          |
| 05 січня 1941 року   | Сантьяго       | Чилі      | 1 – 2     | Аргентина | товариський матч                   | -2   |          |
| 09 січня 1941 року   | Сантьяго       | Чилі      | 2 – 5     | Аргентина | товариський матч                   | -5   |          |
| 02 лютого 1941 року  | Сантьяго       | Чилі      | 5 – 0     | Еквадор   | Чемпіонат Південної Америки 1941   | -    |          |
| 09 лютого 1941 року  | Сантьяго       | Чилі      | 1 – 0     | Перу      | Чемпіонат Південної Америки 1941   | -    |          |
| 16 лютого 1941 року  | Сантьяго       | Чилі      | 0 – 2     | Уругвай   | Чемпіонат Південної Америки 1941   | -2   |          |
| 04 березня 1941 року | Сантьяго       | Чилі      | 0 – 1     | Аргентина | Чемпіонат Південної Америки 1941   | -1   |          |
| 22 січня 1942 року   | Монтевідео     | Парагвай  | 2 – 0     | Чилі      | -2Чемпіонат Південної Америки 1942 | -    |          |
| 31 січня 1942 року   | Монтевідео     | Аргентина | 0 – 0     | Чилі      | Чемпіонат Південної Америки 1942   | -    |          |
| 05 лютого 1942 року  | Монтевідео     | Чилі      | 2 – 1     | Еквадор   | Чемпіонат Південної Америки 1942   | -1   |          |
| 07 лютого 1942 року  | Монтевідео     | Чилі      | 0 – 0     | Перу      | Чемпіонат Південної Америки 1942   | -    |          |
| 14 січня 1945 року   | Сантьяго       | Чилі      | 6 – 3     | Еквадор   | Чемпіонат Південної Америки 1945   | -3   |          |
| 24 січня 1945 року   | Сантьяго       | Чилі      | 5 – 0     | Болівія   | Чемпіонат Південної Америки 1945   | -    |          |
| 31 січня 1945 року   | Сантьяго       | Чилі      | 2 – 0     | Колумбія  | Чемпіонат Південної Америки 1945   | -    |          |
| 11 лютого 1945 року  | Сантьяго       | Чилі      | 1 – 1     | Аргентина | Чемпіонат Південної Америки 1945   | -1   |          |
| 18 лютого 1945 року  | Сантьяго       | Чилі      | 1 – 0     | Уругвай   | Чемпіонат Південної Америки 1945   | -    |          |
| 28 лютого 1945 року  | Сантьяго       | Чилі      | 0 – 1     | Бразилія  | Чемпіонат Південної Америки 1945   | -1   |          |
| 06 грудня 1947 року  | Гуаякіль       | Уругвай   | 6 – 0     | Чилі      | Чемпіонат Південної Америки 1947   | -    |          |
| 09 грудня 1947 року  | Гуаякіль       | Чилі      | 2 – 1     | Перу      | Чемпіонат Південної Америки 1947   | -1   |          |
| 11 грудня 1947 року  | Гуаякіль       | Еквадор   | 0 – 3     | Чилі      | Чемпіонат Південної Америки 1947   | -    |          |
| 16 грудня 1947 року  | Гуаякіль       | Аргентина | 1 – 1     | Чилі      | Чемпіонат Південної Америки 1947   | -1   |          |
| 23 грудня 1947 року  | Гуаякіль       | Чилі      | 0 – 1     | Парагвай  | Чемпіонат Південної Америки 1947   | -1   |          |
| 29 грудня 1947 року  | Гуаякіль       | Чилі      | 4 – 1     | Колумбія  | Чемпіонат Південної Америки 1947   | -2   |          |
| 31 грудня 1947 року  | Гуаякіль       | Чилі      | 4 – 3     | Болівія   | Чемпіонат Південної Америки 1947   | -3   |          |
| 06 квітня 1949 року  | Сан-Паулу      | Болівія   | 3 – 2     | Чилі      | Чемпіонат Південної Америки 1949   | -3   |          |
| 13 квітня 1949 року  | Сан-Паулу      | Бразилія  | 2 – 1     | Чилі      | Чемпіонат Південної Америки 1949   | -2   |          |
| 17 квітня 1949 року  | Ріо-де-Жанейро | Чилі      | 1 – 0     | Еквадор   | Чемпіонат Південної Америки 1949   | -    |          |
| 20 квітня 1949 року  | Ріо-де-Жанейро | Чилі      | 1 – 1     | Колумбія  | Чемпіонат Південної Америки 1949   | -1   |          |
| 27 квітня 1949 року  | Сан-Паулу      | Парагвай  | 4 – 2     | Чилі      | Чемпіонат Південної Америки 1949   | -4   |          |
| 30 квітня 1949 року  | Сан-Паулу      | Перу      | 3 – 0     | Чилі      | Чемпіонат Південної Америки 1949   | -3   |          |
| 08 травня 1949 року  | Белу-Оризонті  | Уругвай   | 1 – 3     | Чилі      | Чемпіонат Південної Америки 1949   | -1   |          |
| 26 лютого 1950 року  | Ла Пас         | Болівія   | 2 – 0     | Чилі      | товариський матч                   | -2   |          |
| 12 березня 1950 року | Сантьяго       | Чилі      | 5 – 0     | Болівія   | товариський матч                   | -    |          |
| 25 червня 1950 року  | Ріо-де-Жанейро | Англія    | 2 – 0     | Чилі      | ЧС 1950 - 1-й етап                 | -2   |          |
| 29 червня 1950 року  | Ріо-де-Жанейро | Іспанія   | 2 – 0     | Чилі      | ЧС 1950 - 1-й етап                 | -2   |          |
| 02 липня 1950 року   | Ресіфі         | Чилі      | 5 – 2     | США       | ЧС 1950 - 1-й етап                 | -2   |          |
| 16 березня 1952 року | Сантьяго       | Чилі      | 6 – 1     | Панама    | Панамериканський чемпіонат 1952    | -1   |          |
| 26 березня 1952 року | Сантьяго       | Чилі      | 4 – 0     | Мексика   | Панамериканський чемпіонат 1952    | -    |          |
| 02 квітня 1952 року  | Сантьяго       | Чилі      | 3 – 2     | Перу      | Панамериканський чемпіонат 1952    | -2   |          |
| 13 квітня 1952 року  | Сантьяго       | Чилі      | 2 – 0     | Уругвай   | Панамериканський чемпіонат 1952    | -    |          |
| 20 квітня 1952 року  | Сантьяго       | Чилі      | 0 – 3     | Бразилія  | Панамериканський чемпіонат 1952    | -3   |          |
| 25 лютого 1953 року  | Ліма           | Парагвай  | 3 – 0     | Чилі      | Чемпіонат Південної Америки 1953   | -3   |          |
| 01 березня 1953 року | Ліма           | Уругвай   | 2 – 3     | Чилі      | Чемпіонат Південної Америки 1953   | -2   |          |
| 04 березня 1953 року | Ліма           | Перу      | 0 – 0     | Чилі      | Чемпіонат Південної Америки 1953   | -    |          |
| 19 березня 1953 року | Ліма           | Чилі      | 3 – 0     | Еквадор   | Чемпіонат Південної Америки 1953   | -    |          |
| 23 березня 1953 року | Ліма           | Бразилія  | 3 – 2     | Чилі      | Чемпіонат Південної Америки 1953   | -3   |          |
| 28 березня 1953 року | Ліма           | Чилі      | 2 – 2     | Болівія   | Чемпіонат Південної Америки 1953   | -2   |          |
| 24 травня 1953 року  | Сантьяго       | Чилі      | 1 – 2     | Англія    | товариський матч                   | -2   |          |
| 26 липня 1953 року   | Ліма           | Перу      | 1 – 2     | Чилі      | товариський матч                   | -1   |          |
| 28 липня 1953 року   | Ліма           | Перу      | 5 – 0     | Чилі      | товариський матч                   | -5   |          |
| 14 лютого 1954 року  | Асунсьйон      | Парагвай  | 4 – 0     | Чилі      | Відбір до ЧС 1954                  | -4   |          |
| 21 лютого 1954 року  | Сантьяго       | Чилі      | 1 – 3     | Парагвай  | Відбір до ЧС 1954                  | -3   |          |
| 28 лютого 1954 року  | Сантьяго       | Чилі      | 0 – 2     | Бразилія  | Відбір до ЧС 1954                  | -2   |          |
| 14 березня 1954 року | Ріо-де-Жанейро | Бразилія  | 1 – 0     | Чилі      | Відбір до ЧС 1954                  | -1   |          |
| 17 вересня 1954 року | Сантьяго       | Чилі      | 2 – 1     | Перу      | товариський матч                   | -1   |          |
| 19 вересня 1954 року | Сантьяго       | Чилі      | 2 – 4     | Перу      | товариський матч                   | -4   |          |
| Усього               |                | Матчів    | 57        |           | Голів                              | -92  |          |

## Титули і досягнення
- Чемпіон Чилі (2):

«Універсідад Католіка»: 1949, 1954
- Бронзовий призер Чемпіонату Південної Америки: 1941, 1945